# Skiffle
Skiffle je glazbeni izraz koji označava vrstu glazbe, ali i glazbene sastave koji su se se služili improviziranim glazbenim instrumentima poput; daske za pranje rublja (rifljače) - za davanje ritma, češljevima s papirom - umjesto duhačkog instrumenta, metalnim kutijama za šećer ili čaj (kao udaraljkama), stolicama ili kovčezima (umjesto bubnjeva) ali i akustičkom gitarama i bendžom.
Skiffle sastavi bili su popularni u posljeratnoj Britaniji 1950. – 1960., kad su glazbeni instrumenti bili izuzetno skupi i teško dobavljivi. Kao glazba Skiffle je bio mješavina utjecaja jazza, bluesa, countrya i folka.

## Povijest
Skiffle glazba i glazbeni sastavi prvi put su se pojavili na jugu Sjedinjenih Američkih Država, u New Orleansu ranih 1900. - tih.
Prvi put se ime Skiffle pojavilo 1925. u imenu sastava Jimmy O'Bryant and his Chicago Skifflers.
U Britaniji 1950-ih Skiffle je bio ekvivalent za rockabilly glazbu, nova glazbena forma, glasna i brza, koja je imala izuzetnu komunikacijsku snagu između publike i izvođača.
Otac britanske Skiffle glazbe bio je Lonnie Donegan, glazbenik sastava Trade jazz, koji je u pauzama znao zabavljati okupljene svojom skiffle nastupom koja je uskoro publici postala interesantnija od jazza.

## Vanjske poveynice na suvremene Skiffle sastave
- The Dog House Skiffle Group  Arhivirana inačica izvorne stranice od 9. svibnja 2008. (Wayback Machine)
- The Ugly Dog Skiffle Combo  Arhivirana inačica izvorne stranice od 27. prosinca 2008. (Wayback Machine)
- Railroad Bill
- The Skiffle Minstrels
- The Mudfield Skiffle Group
- The Dodge Brothers
- Ode & The Bebops  Arhivirana inačica izvorne stranice od 10. siječnja 2016. (Wayback Machine)
- Skiffledog  Arhivirana inačica izvorne stranice od 13. veljače 2009. (Wayback Machine)
- The Ultimate Skiffle Tour - UK  Arhivirana inačica izvorne stranice od 29. prosinca 2008. (Wayback Machine)